# Arsia Mons
Arsia Mons es el más meridional de los tres volcanes que componen la colectividad conocida como Tharsis Montes, en las cercanías del ecuador del planeta Marte. Al norte de Arsia Mons se encuentran Pavonis Mons y Ascraeus Mons. El volcán más grande del planeta, y de todo el sistema solar, el Olympus Mons, se encuentra al noroeste.
Arsia Mons mide 430 km de diámetro, y se eleva 16 km sobre el "datum" marciano (más de 9 km más que sus llanuras circundantes), y la caldera de su cima mide más de 115 km de anchura. Experimenta una presión atmosférica menor de 107 Pa Después del Olympus Mons, es el segundo volcán más grande en volumen. El volcán se encuentra localizado en las coordenadas 9.1º S, 120.2º O.

## Agujeros en Arsia Mons

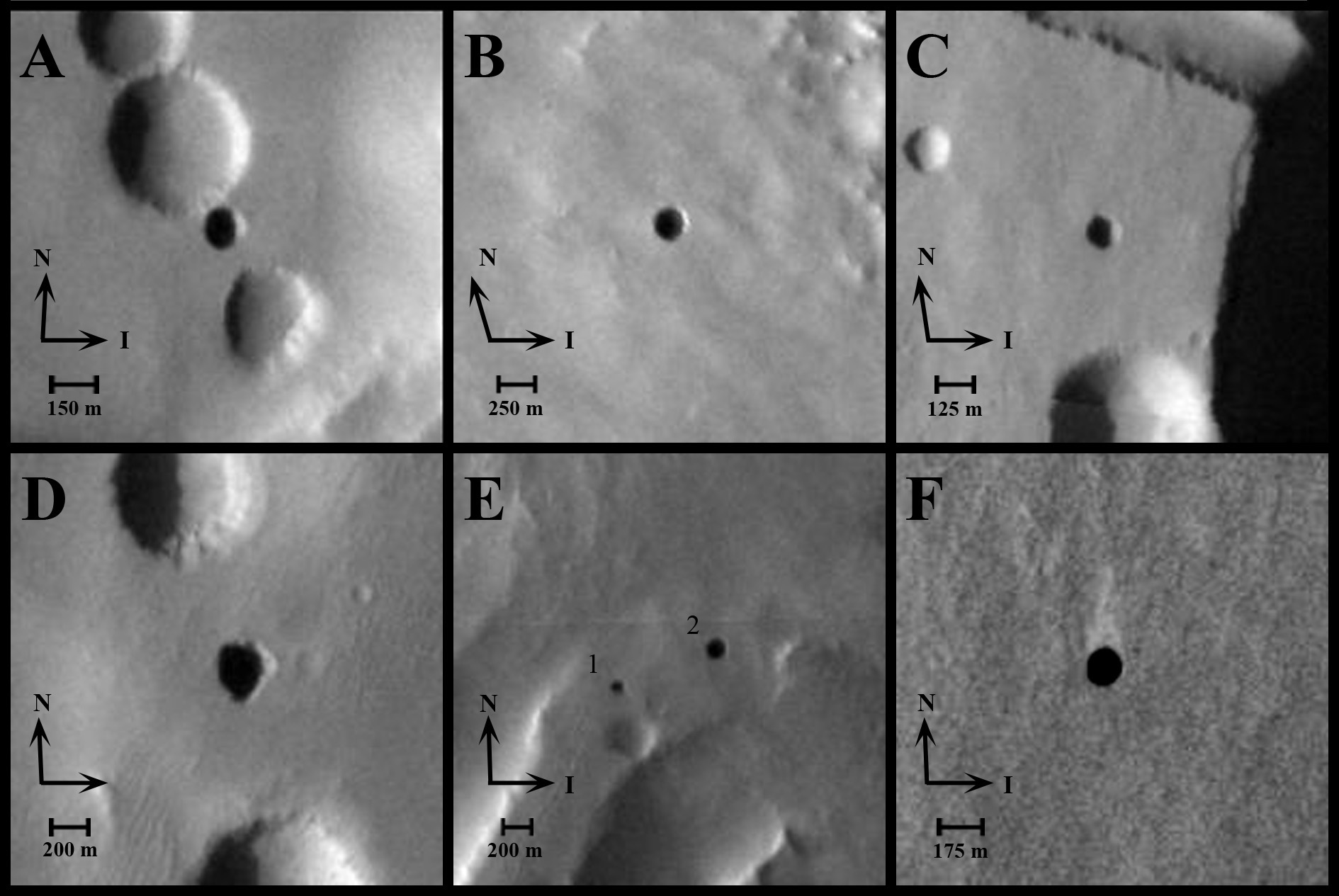
Cuevas captadas por satélites de la NASA.

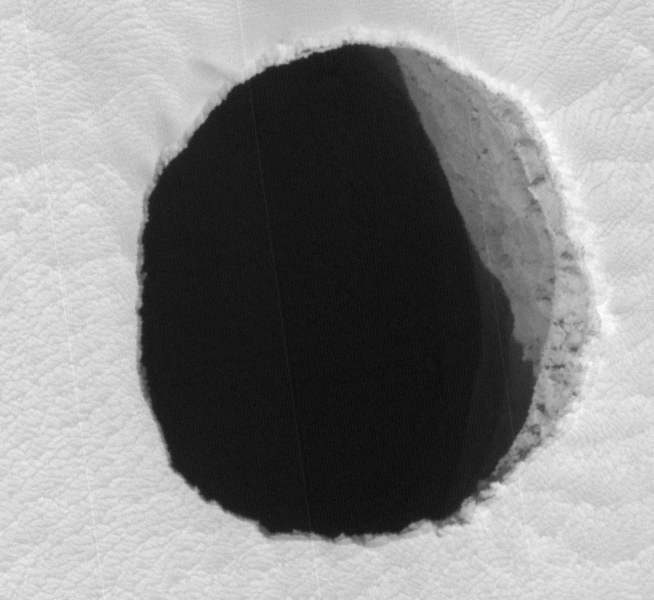
Imagen más reciente donde se aprecia la sombra en la pared de una de las cuevas (NASA).

En 2007 distintos satélites captaron imágenes de siete supuestas entradas a la montaña, asemejándose a las claraboyas formadas por el derrumbamiento de los techos de la cueva. Las cuevas están en las siguientes coordenadas:
- Dena (6°05′02″S 239°03′40″E / -6.084, 239.061)
- Chloë (4°55′34″S 239°11′35″E / -4.926, 239.193)
- Wendy (8°05′56″S 240°14′31″E / -8.099, 240.242)
- Annie (6°16′01″S 240°00′18″E / -6.267, 240.005)
- Abbey y Nikki (8°29′53″S 240°20′56″E / -8.498, 240.349)
- Jeanne (5°38′10″S 241°15′32″E / -5.636, 241.259)

Sin embargo, debido a la altitud extrema, según la NASA es inverosímil que puedan albergar cualquier forma de vida marciana.
Una fotografía más reciente de una de las cuevas demuestra la luz del sol iluminando una pared lateral, sugiriendo que puede simplemente ser un hoyo vertical más bien que una entrada a un espacio subterráneo más grande. No obstante, la oscuridad de esta característica implica que debe tener por lo menos 78 metros de profundidad.